# Колодзінський Михайло Франьович
Миха́йло Франьо́вич Колодзі́нський (псевдо: «Гузар», «Кум»; 26 липня 1902, с. Поточище, Городенківський район, Івано-Франківська область — 19 березня 1939, селище Солотвино, Закарпатська область) — діяч УВО та ОУН, начальник Генерального штабу Карпатської Січі (19.01.1939—19.03.1939), Верховний Командант Збройних Сил Карпатської України (16-19.03.1939), полковник. Борець  за незалежність України у XX сторіччі.

## Життєпис

### Дитинство. Юність
Народився 6 липня 1902 року в селі Поточище Городенківського повіту в Галичині (тепер Городенківський район Івано-Франківської області). Є твердження. що він — напівполяк.
Закінчив Поточищецьку початкову школу, а згодом навчався в українських гімназіях у Городенці, Станиславові. Восени 1922 перевівся в Коломию та в липні 1924 завершив навчання. Активно займався спортом (футболіст команди «Хортиця»).
У середині 1920-х  — активний учасник українського молодіжного націоналістичного руху в Західній Україні, провідний член Союзу Української Націоналістичної Молоді.

### Діяльність в УВО та ОУН
Член Української Військової Організації з 1922 року.

### Служба в польській армії
За завданням УВО в листопаді 1924 Колодзінський вступив до Війська польського у 21-й піхотний полк у Варшаві. Після рекрутської підготовки був зарахований в старшинську школу в Острові-Коморові, яку закінчив у ранзі підхорунжого (5.01-10.07.1925). Звільнений у запас 2.01.1927 та приписаний до 68 піхотного полку у Вжесьні, з яким провів військові маневри 21.07-14.09.1929.

### Навчання в університеті і арешти
Після звільнення з військової служби, вступив на юридичний факультет Львівського університету, де навчався п'ять років, поєднуючи навчання з підпільною діяльністю. Всього за час навчання його п'ять разів заарештовувала польська влада за революційну діяльність у лавах УВО-ОУН. Загалом Колодзінський провів у в'язниці в Бригідках майже три роки.
У 1929—1933 роках — військовий референт Крайової Екзекутиви ОУН Західних Українських Земель (КЕЗУЗ).

### Діяльність за кордоном, співпраця із хорватськими усташами
Після звільнення з в'язниці влітку 1933 року Михайло Колодзінський за рішенням Крайової екзекутиви ОУН вимушений був виїхати за кордон у розпорядження Проводу Українських Націоналістів. Відомо, що під різними прізвищами та з фальшивими документами він нелегально проживав в Італії, Німеччині, Голландії, Чехословаччині, Австрії. Проходить військовий вишкіл у Мілані (Італія).
Колодзінський проводив заняття з тактики партизанської війни у воєнізованих таборах хорватських націоналістів — усташів на території Італії. Він був особисто знайомий з головою хорватських націоналістів, а в недалекому майбутньому і керівником незалежної Хорватської держави Анте Павеличем. За цю свою діяльність Колодзінський згодом був інтернований італійською владою, яка звільнили його майже перед самими подіями в Карпатській Україні.

## Начальник Генерального штабу Карпатської Січі
За пропозицією військового референта ПУН генерала Миколи Капустянського і шефа Військового Штабу ОУН генерала Віктора Курмановича Михайло Колодзінський 19 січня 1939 року прибув до Хуста — столиці автономної Карпатської України і очолив генеральний штаб її збройних сил — Карпатської Січі.
Під керівництвом полковника Колодзінського генеральний штаб організував охорону кордону та державних установ, створив бойові залоги, безперервно проводив військовий вишкіл добровольців та відкрив старшинські курси для тих, хто не мав військового досвіду, взяв участь в організації та проведенні десятитисячного походу січових відділів до столиці Закарпаття на честь відкриття II-го з'їзду Карпатської Січі, який відбувся 19 лютого 1939 року у м. Хусті. Очолив і безпосередньо керував боротьбою з групами угорських та польських терористів на території Закарпаття. Керівництво Карпатської Січі успішно налагодило нелегальне постачання зброї з-за кордону. Військові відділи Карпатської Січі, при підтримці місцевого населення, почали роззброювати чеські військові залоги, які підлягали генералу Леву Прхалі.
Михайло Колодзінський-«Гузар» разом із старшинами штабу розробив генеральний план розбудови збройних сил Закарпаття власними засобами. Згідно з тим планом, командне ядро війська Карпатської України повинні були скласти колишні старшини Української Галицької Армії та Січових Стрільців і ті українці молодшого покоління, які здобули військовий старшинський вишкіл у польській армії. Далі було заплановано оголосити загальну мобілізацію усього чоловічого населення краю призовного віку.

### Вторгнення угорської армії. Загибель
В ніч з 13 на 14 березня 1939 року Угорщина, попередньо узгодивши свої дії з гітлерівською Німеччиною, розпочала відкриту агресію проти Карпатської України. Частини Карпатської Січі протягом 14-15 березня стримували наступ переважаючих сил противника (40 тисяч солдат і офіцерів) по лінії Перечин-Середнє-Іршава-Севлюш-Королево. Особливо жорстокі бої з угорськими військами розгорнулися на підступах до Хуста — Красному полі.
15 березня 1939 року до Хуста прибув посол Угорщини з вимогою безкровної окупації Закарпаття угорськими військами. Німецький консул Гофман зі свого боку запросив до себе представників Головної Команди Карпатської Січі і під час бесіди порадив їм з метою запобігання кровопролиття виконати вимоги угорців і негайно капітулювати. Присутній особисто на цій зустрічі полковник Михайло Колодзінський дав рішучу відсіч цим принизливим намірам консула:
| «В словнику українського націоналіста немає слова «капітулювати», «сильніший ворог може нас у бою перемогти, але поставити нас перед собою на коліна – ніколи!». |
Саме цього дня — 15 березня 1939 року Карпатська Україна була проголошена незалежною державою, а після від'їзду її уряду за кордон, зокрема полковника Сергія Єфремова став Верховним Командантом Збройних Сил Карпатської України. Полковник Колодзінський, оголосивши загальну мобілізацію, особисто бере у свої руки керівництво обороною столиці. Після відходу українських загонів самооборони з Хуста найбільш кровопролитні бої з угорськими військами відбулися 16—18 березня 1939 року в районах Вишневого, Буштини, Солотвино, Севлюша, Білок, Довгого, Верхніх Верецьких, Чінадієва, Сваляви.
Але сили сторін були надто нерівними. 18 або 19 березня 1939 року історики вважають останніми днями життя полковника Михайла Колодзінського, проте щодо його загибелі існує декілька версій.

## Праці Михайла Колодзінського
- «Українська воєнна доктрина»,

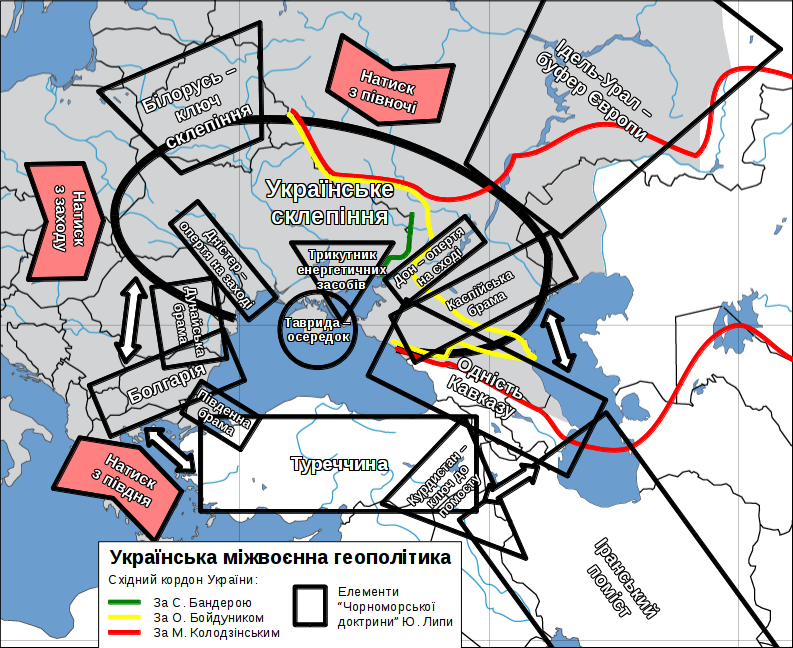
За «Українською воєнною доктриною» Казахстан мав бути включений до складу України, яка мусить «пересунути кордони Європи до Алтаю і Джунгарії»

- «Воєнне значення і стратегічне положення Закарпаття»,
- «Боротьба італійців за незалежність і соборність»,
- «Полковник Іван Богун»
- «Партизанська війна».

Поява його книги «Українська воєнна доктрина» стала епохальною подією для подальшого розвитку української військової думки XX століття. Ця праця у трьох частинах написана між 1935—1937 роками. У рукописному варіанті поширювалась серед членів ОУН до моменту свого першого друкованого виходу вже після героїчної смерті автора у 1940 році. Саме в цій роботі Михайло Колодзінський одним із перших у вітчизняній науці історично обґрунтував роль та місце збройних сил у створенні національної модерної держави.
Через претензії на сусідні до України території, Євген Стахів, діяч українського підпілля, який воював разом із Колодзінським, називав його «українським імперіалістом».
В книзі «Українська воєнна доктрина» Колодзінський писав "Так саме і три і півмільйона жидів не виріжемо під час повстання, як це проповідують деякі з націоналістів. Безперечно, що гнів українського народу до жидів буде особливо страшний. Ми не маємо цей гнів гамувати, противно - збільшувати, бо чим більше загине жидів під час повстання, тим буде краще для Української Держави, бо жиди будуть одинокою меншиною, яку не смієм охопити нашою денаціоналізаційною політикою". 

## Вшанування пам'яті
23 березня 2014 року, в селищі Солотвино на Закарпатті освятили меморіальну таблицю карпатським січовикам полковнику Михайлові Колодзінському-«Гузару» і чотару Зенону Коссаку-«Тарнавському», які разом з іншими невідомими січовиками після розстрілу угорськими ґонведами 19 березня 1939 року безслідно зникли на території солотвинських копалень.
У селищі Солотвино вулицю Борканюка перейменували на вулицю Михайла Колодзінського.
У місті Ужгород вулицю Олексія Маресьєва перейменували на вулицю Михайла Колодзінського.
У місті Тячів вулицю Гвардійську перейменували на вулицю Михайла Колодзінського.
У селі Підплеша вулицю Борканюка перейменували на вулицю Михайла Колодзінського.
У селищі Солотвино вулицю Борканюка перейменували на вулицю Михайла Колодзінського.
У селі Колодне Закарпатської області вулицю Борканюка перейменували на вулицю Михайла Колодзінського.